# Viro Ma
Viro Ma (* 14. April 1987) ist ein kambodschanischer Langstreckenläufer.

## Sportliche Laufbahn
Erste internationale Erfahrungen sammelte Viro Ma bei den Asienspielen 2014 in Incheon, bei denen er im 5000-Meter-Lauf in 16:00,31 min den 19. Platz belegte. Im Jahr darauf wurde er bei den Südostasienspielen in Singapur in 16:18,80 min Neunter über 5000 Meter, wie auch im Marathon in 2:55:49 h. 2017 erreichte er bei den Asienmeisterschaften in Bhubaneswar in 16:33,41 min Rang 13 über 5000 Meter und wurde im 10.000-Meter-Lauf in 34:56,97 min Zehnter. Zwei Jahre später durfte er dank einer Wildcard an den Weltmeisterschaften in Doha teilnehmen, bei denen er aber seinen Vorlauf nicht beenden konnte. 

## Persönliche Bestzeiten
- 5000 Meter: 16:00,31 min, 27. September 2014 in Incheon
- 10.000 Meter: 34:56,97 min, 6. Juli 2017 in Bhubaneswar
- Marathon: 2:55:49 h, 7. Juni 2015 in Singapur